# مولوخ

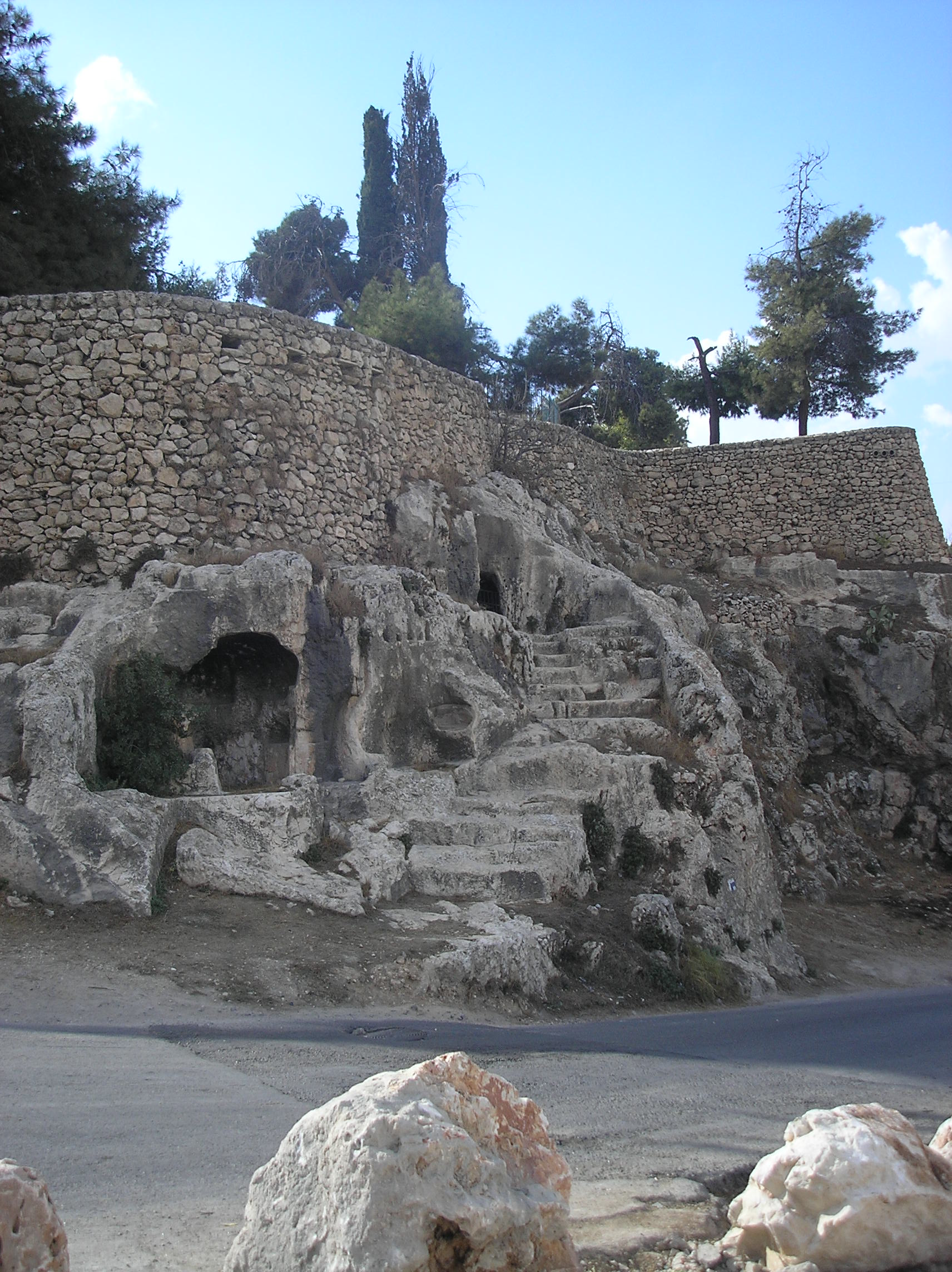
قبوری در درّهٔ هینوم (گ‌هینوم)، مکانِ توفتی در خارج از اورشلیم که تنخ می‌گوید قربانی سوختنی مولوخ آنجا تقدیم می‌شده‌است. «جهنم» از اینجا آمده‌است.

مولوخ، مولِخ یا مولِک (به عبری: מֹלֶךְ) نامی است که چند بار در تَنَخ—مجموعهٔ متون مقدس یهودیان—به کار رفته‌است. عمدهٔ این اشارات در سفر لاویانِ تورات هستند. تنخ به شدت با اعمال مرتبط با مولوخ مخالفت می‌کند، اعمالی که به نظر می‌رسد شامل قربانی کردن کودکان بوده‌است.
به‌طور سنتی، مولوخ نام خدایی کنعانی در نظر گرفته می‌شده‌است. با این حال، از سال ۱۹۳۵، نزد پژوهشگران در این مورد اختلافی پدید آمده‌است؛ اصطلاح مشابهی با املای ملک (تلفظ نامشخص) و به معنای «قربانی» در زبان فنیقی کشف شده و بر اساس نظریات جدیدتر، گفته می‌شود منظور تنخ نیز نوعی قربانی است، نه خدایی خاص. این نظریه به‌طور فزاینده‌ای مقبولیت یافته‌است، اما همچنان اجماع نظری وجود ندارد. در میان موافقانِ این دیدگاه نیز دربارهٔ اینکه قربانی به یهوه تقدیم می‌شده یا خدایی دیگر؛ و نیز دربارهٔ اینکه این نوع قربانی سنت مذهبی بومی بنی‌اسرائیل بوده یا از فنیقیه وارد دینشان شده، اختلاف نظر وجود دارد.
یهوه شدیداً تقدیم قربانی مولوخ را در اسفار تثنیه و لاویان نهی می‌کند و حکم به کشتن کسانی می‌دهد که فرزندانشان را قربانی کنند. در تنخ، گ‌هینوم (که واژه جهنم نیز از آن گرفته شده‌است) توفتی در خارج اورشلیم است که کودکان در آتش قربانی مولوخ می‌شدند.
برخی محققان ذبح اسحاق توسط ابراهیم که آن هم قربانی سوختنی است را از نوع قربانی مولوخ می‌دانند که نهایتاً کودک با گوسفندی جایگزین شده‌است و قصه‌ای نمادین دربارهٔ کنار گذاشتن این آیین است. تنخ همچنین می‌گوید سلیمان کسی بود که مولوخ را به اورشلیم برد. کتاب پادشاهان مولوخ را متعلق به عمونیان معرفی کرده‌است.

## وجهٔ تسمیه
معنای واژهٔ مولوخ روشن نیست؛ اغلب مورد قبول است که از ریشهٔ م-ل-ک به معنای «حکمرانی» مشتق شده‌است. برخی پژوهشگران از سال ۱۸۵۷ و طرح این نظریه توسط ابراهام گایگر، پذیرفته‌اند که تلفظ واژهٔ مولِک نظر به واکه‌های بوشِت به معنای «شرم» تغییر کرده تا معنایی تحقیرآمیز بگیرد (مورد مشابه تغییر نام ایشبعل [مرد بعل] به ایشبوشت [شرمسار] است). دیگرانی استدلال کرده‌اند که این نام شکل سادهٔ همان فعل ملک است. آر.ام. کِر، محقق تمدن‌های سامی و اسرائیل باستان، با هر دو نظریه مخالف است؛ او می‌گوید نام هیچ خدای دیگری به نظر نمی‌رسد از فعلی ساده تشکیل شده باشد و نظریهٔ گایگر «دیدگاهی منسوخ است که هیچ‌گاه شاهدی واقعی برای آن وجود نداشته‌است.» پال موسکا، استاد دانشگاه بریتیش کلمبیا، به‌طور مشابه معتقد است «این نظریه که تلفظی از مولِک بلافاصله برای خواننده یا شنونده تداعی‌کنندهٔ واژهٔ بوشِت باشد، محصول تصورات قرن نوزدهمی است، حال آنکه همین تلفظ می‌تواند قُدِس یا اوهِل را هم تداعی کند.»
پژوهشگرانی که معتقدند مولوخ نام خدایی مستقل نیست، این لغت را با کتیبه‌هایی به زبان فنیقی که در آن واژهٔ ملک (مُلک یا مولک) به نوعی قربانی اشاره دارد، مرتبط می‌یابند؛ این ارتباط اولین بار توسط اوتو آیسفلت در سال ۱۹۳۵ مطرح شده‌است. خودِ آیسفلت ملکِ فنیقی و مولوخ عبری را به فعل ملک در سریانی به معنای «وعده دادن» مرتبط کرده‌است. هیث دورل این فرضیه را دارای کمترین اشکال می‌داند. محققانی مانند دابلیو. فون سودن معتقدند این اصطلاح شکل مصدری از فعل یلک/ولک به معنای «هدیه دادن/تقدیم کردن» است، در نتیجه مولِک به معنای «عملِ تقدیم کردن» یا «چیزِ تقدیم شده» است. ولی آر.ام. کر هر دو واژهٔ فنیقی و عبری را از فعل ملک مشتق می‌داند که به نظر او، در زبان نیاسامی به معنای «مالک بودن» و «داشتن» بوده و تنها بعدها به معنای «حکمرانی» درآمده‌است؛ بنابراین معنای اصلی مولوخ، «هدیه» و «تقدیم» بوده تا اینکه نهایتاً معنای «قربانی» به خود گرفته‌است.

## در تنخ

### متن معیار عبری

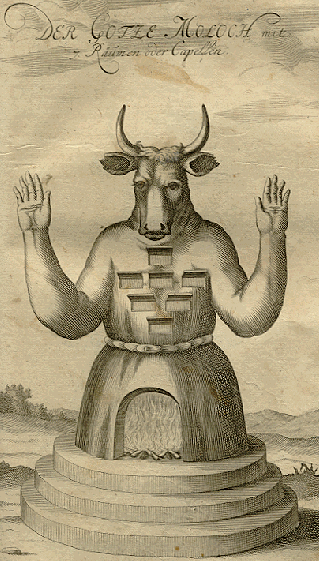
تندیس مولوخ، اثری از یوهان لوند در قرن ۱۸ میلادی

کلمهٔ مولوخ (מולך، مولک) هشت بار در متون مازورتی—نسخهٔ معیار عبری تنخ که شامل تورات، نوییم و کتوییم است—یافت می‌شود. پنج مورد از این‌ها در سفر لاویان، یکی در کتاب اول پادشاهان، یکی در کتاب دوم پادشاهان و دیگری در کتاب ارمیاست. این لغت هفت مرتبه با حرف تعریف عبری «هَـ» (معادل the در انگلیسی) یا حالت اضافه دال بر وجود حرف تعریف آمده‌است. تمام این متون، اسرائیلیانی را که در آیین‌های مرتبط با مولوخ شرکت می‌کنند محکوم کرده‌اند و بیشترشان مولوخ را مرتبط با قربانی کردن کودکان می‌نمایانند.

سفر لاویان در تورات مکرراً با مولوخ مخالفت می‌ورزد:
 و کسی از فرزندان خویش را برای مولک از آتش مگذران و نام خدای خود را بی‌حرمت مساز. من یهوه هستم.— لاویان، ۱۸:۲۱

اغلب اشارات به مولوخ در لاویان از باب بیستم هستند:
بنی‌اسرائیل را بگو: هر کسی از بنی‌اسرائیل یا از غریبانی که در اسرائیل ساکن شوند، از فرزندان خود به مولک بدهد، البته کشته شود؛ قوم زمین او را با سنگ سنگسار کنند. و من روی خود را به ضد آن شخص خواهم گردانید، و او را از میان قومش منقطع خواهم ساخت، زیرا که از فرزندان خود به مولک داده‌است، تا مکان مقدس مرا نجس سازد، و نام قدوس مرا بی‌حرمت کند. و اگر قوم زمین چشمان خود را از آن شخص بپوشانند، وقتی که از فرزند خود به مولک داده باشد، و او را نکشند، آنگاه من روی خود را به ضد آن شخص و خاندانش خواهم گردانید، و او را و همهٔ کسانی را که در عقب او زناکار شده، در پیروی مولک زنا کرده‌اند، از میان قوم ایشان منقطع خواهم ساخت.— لاویان، ‎۲۰:۲–۵

در کتاب اول پادشاهان، گفته می‌شود سلیمان آیین مولوخ را به اورشلیم برده‌است:
آنگاه سلیمان در کوهی که روبروی اورشلیم است مکانی بلند به جهت کَمُوش که نجاستِ موأبیان است، و به جهت مولک نجاستِ بنی‌عمون بنا کرد.— اول پادشاهان، ۱۱:۷
آیهٔ فوق تنها موردی است که نام مولک در متون مازورتی بدون حرف تعریف آمده‌است: این ممکن است منشأ تاریخی و عمونی مولوخ را نشان دهد، یا اینکه اشتباهاً به جای میلکوم—خدای عمونیان—مولک نوشته شده باشد (در برخی نسخه‌های ترجمه یونانی تنخ هم میلکوم آمده‌است).
یوشیا، پادشاه یهودا، تغییرات وسیعی در دین بنی اسرائیل اعمال کرد؛ او مکان‌های بلند که سلیمان ساخته بود را از بین برد، خدایان دیگر مثل اشیره را از معبد یهوه زدود و دادن فرزندان به مولوخ را ممنوع کرد. در کتاب دوم پادشاهان که شرح نابودی توفتی در گهینوم توسط یوشیا آمده، به مولوخ هم اشاره شده‌است:
و تُوفَتْ را که در وادی بنی‌هِنُّوم بود، نجس ساخت تا کسی پسر یا دختر خود را برای مولک از آتش نگذراند.— دوم پادشاهان، ۲۳:۱۰
همین عمل «گذراندن کودکان از آتش» در آیات متعدد دیگر تنخ—مانند تثنیه (۱۲:۳۱، ۱۸:۱۰)، دوم پادشاهان (۱۶:۳؛ ۱۷:۱۷؛ ۱۷:۳۱؛ ۲۱:۶)، دوم تواریخ (۲۸:۳؛ ۳۳:۶)، کتاب ارمیا (۷:۳۱، ۱۹:۵) و کتاب حزقیال (۱۶:۲۱؛ ۲۰:۲۶، ۳۱؛ ۲۳:۳۷) بدون اشاره به مولک هم ذکر شده‌است. ممنوعیتی که تثنیه وضع می‌کند، ظاهراً با توصیفات آیینی که در کتاب دوم پادشاهان ۲۱:۶ آمده هماهنگ است. این کتاب می‌گوید مناسه پسر خود را از آتش گذرانید:
| دوم پادشاهان، ‎۲۱:۵–۶ و مذبح‌ها برای تمامی سپاه آسمانی در هر دو صحن خانهٔ خداوند بنا نمود. و پسر خود را از آتش گذرانید و فالگیری و افسونگری می‌کرد و با اصحاب اجنّه و جادوگران مراوده می‌نمود. و در نظر خداوند شرارت بسیار ورزیده، خشم او را به هیجان آورد. | تثنیه، ‎۱۸:۱۰–۱۲ و در میان تو کسی یافت نشود که پسر یا دختر خود را از آتش بگذرانند، و نه فالگیر و نه غیب‌گو و نه افسونگر و نه جادوگر، و نه ساحر و نه اصحاب اجنّه و نه رَمّال و نه کسی که از مردگان مشورت می‌کند؛ زیرا هرکه این کارها را کند، نزد خداوند مکروه است و به سبب این رجاسات، یهوه خدایت، آنها را از حضور تو اخراج می‌کند. |

و مورد آخر، گفتهٔ یهوه در مخالفت با مولک در کتاب ارمیای نبی است:
و مکان‌های بلند بعل را که در وادی ابن‌هنوم است بنا کردند تا پسران و دختران خود را برای مولک از آتش بگذرانند. عملی که ایشان را امر نفرمودم و به خاطرم خطور ننمود که چنین رجاسات را بجا آورده، یهودا را مرتکب گناه گردانند.— ارمیا ۳۲:۳۵

با توجه به شباهت نام مولک به کلمهٔ عبری «ملک» به معنای «پادشاه»، پژوهشگران همچنین این احتمال را داده‌اند که کاتبان متون مازورتی گاه ملک را اشتباهاً به جای مولک نوشته شده باشند. تنها بر سر اشتباه در یک آیهٔ کتاب اشعیاء توافق نظر شکل گرفته‌است:
زیرا که تُوفَتْ از قبل مهیا شده و برای پادشاه [ملک] آماده گردیده‌است. آن را عمیق و وسیع ساخته‌است که توده‌اش آتش و هیزم بسیار است و نفخهٔ خداوند مثل نهر کبریت آن را مشتعل خواهد ساخت.— اشعیاء، ۳۰:۳۳

### هفتادگانی یونانی
متن معیار ترجمهٔ باستانی تنخ به یونانی—موسوم به هفتادگانی—مانند متون مازورتی شامل نام «مولوخ» (Μολόχ) در دوم پادشاهان ۲۳:۱۰ و ارمیا ۳۰:۳۵ است، اما بدون حرف تعریف. ترجمهٔ یونانی علاوه بر این نام مولوخ را در کتاب عاموس نبی هم به کار برده‌است که در متن مازورتی وجود ندارد:
بلکه شما خیمهٔ مولوخ و کوکب خدایتان رعیفان که به جهت خویشتن تمثالشان را ساخته بودید را برداشتید.— عاموس، ۵:۲۶ در ترجمهٔ یونانی
همچنین، در برخی از نسخ خطی یونانی آیهٔ ۱:۵ از کتاب صفنیای نبی حاوی نام «مولک» یا «میلکوم» است—که در متون مازورتی و یونانی معیار «پادشاه آن‌ها» نوشته شده‌است. در عوض، ترجمهٔ یونانی نام مولوخ را در لاویان به «فرمانروا» (ἄρχων) و در اول پادشاهان ۱۱:۷ به «پادشاه» (βασιλεύς) برگردانده است.
عهد جدید (اعمال رسولان ۷:۴۳) آیهٔ عاموس ۵:۲۶ را از یونانی نقل و بدین ترتیب یک بار به مولوخ هم اشاره کرده‌است.

## دیدگاه تاریخی

### مولوخ به عنوان خدا

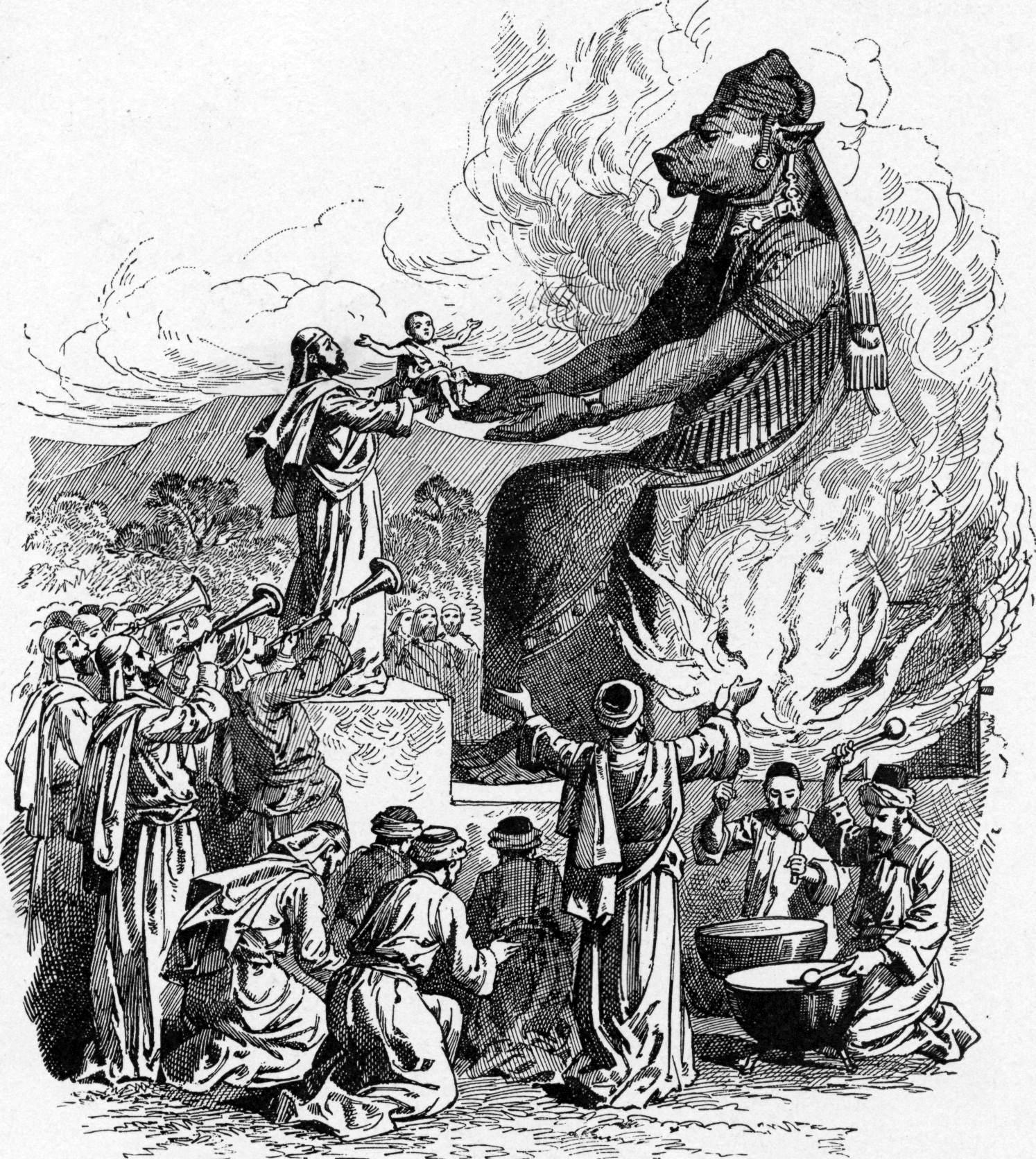
«تقدیم به مولوخ» در تصاویر کتاب مقدس و آنچه به ما می‌آموزند، اثر چارلز فاستر، (۱۸۹۷). این طراحی نمونه‌ای از تصویرهای مولوخ در تصاویر قرن نوزدهم است.

تا قبل از سال ۱۹۳۵، همهٔ پژوهشگران معتقد بودند که مولوخ خدایی بود که قربانی کودکان به او در توفتِ اورشلیم تقدیم می‌شد. برخی از محققان معاصر این نظریه را مطرح کرده‌اند که مولوخ ممکن است همان ملکوم یا اَدَد-مِلکی باشد، یا شاید صفتی برای بعل.
جی.سی. هایدر و جان دی مولوخ را با خدایی که نامش با املای ملک (تلفظ نامشخص) در متون اوگاریتی و مالک در منابع بین‌النهرینی نوشته شده، مرتبط می‌دانند و می‌گویند او خدای دنیای مردگان بوده‌است، زیرا در بین‌النهرین مالک دو بار با نرگال خدای دنیای مردگان یکی دانسته شده‌است. دی همچنین ذکر می‌کند که اشعیای نبی ظاهرا مولوخ را با شئول—جهان مردگان اسرائیل باستان—مرتبط می‌داند. خدای اوگاریتی ملک نیز به نظر می‌رسد با دنیای مردگان در پیوند بوده باشد، و ملقرت (خدایی فنیقی با نام مشابه، به معنای تحت‌اللفظی پادشاه شهر) نیز در صورتی که نظریهٔ ویلیام اف. آلبرایت دربارهٔ اینکه «شهر» همان جهان مردگان است درست باشد، کارکردی مشابه داشته‌است. هایدر همچنین استدلال می‌کند که اصطلاحی در زبان اکدی به شکل مَلکو نیز وجود دارد که به ارواح مردگان اشاره می‌کند.
این دیدگاه که مولوخ نام یک خداست به دلایل مختلفی زیر سؤال رفته‌است؛ مولوخ به ندرت در تنخ ذکر شده، خارج از آن اصلاً ذکر نشده و ارتباطش با خدایانی که نام‌های مشابه دارند، قطعی نیست. علاوه بر این، امکان دارد برخی از این خدایان که نام‌های مرتبط با «ملک» دارند، خدای مستقلی نبوده باشند و این‌ها تنها صفاتی برای خدایان دیگر باشند، زیرا «ملک» همچنین می‌تواند به معنای «پادشاه» هم باشد. از سوی دیگر، مراسم بنی اسرائیل با مراسم ملک در فنیقیه همخوانی دارد، زیرا هر دو شامل قربانی کردن کودکان می‌شدند. هیچ‌یک از خدایانی که گفته شده با مولوخ مرتبط هستند، ارتباطی با قربانی کردن انسان نداشته‌اند؛ خدای ملک اوگاریت به نظر می‌رسد تنها قربانی حیوانی دریافت می‌کرده، و قربانی ملک نه به خدایی به همین نام، بلکه به خدایان دیگر تقدیم می‌شده‌است.
برایان اشمیت معتقد است که ذکر نام مولوخ بدون حرف تعریف در کتاب اول پادشاهان ۱۱:۷ و استفاده از مولوخ به عنوان یک اسم خاص بدون حرف تعریف در ترجمهٔ یونانی ممکن است نشان‌دهندهٔ روایاتی از وجود خدایی به نام مولوخ در زمان تدوین اولیهٔ تنخ باشد. با این حال، شاید این خدا تنها در تخیل تدوین‌کنندگان تنخ وجود داشته‌است و ریشه در واقعیات تاریخی نداشته باشد.

### مولوخ به عنوان نوعی قربانی

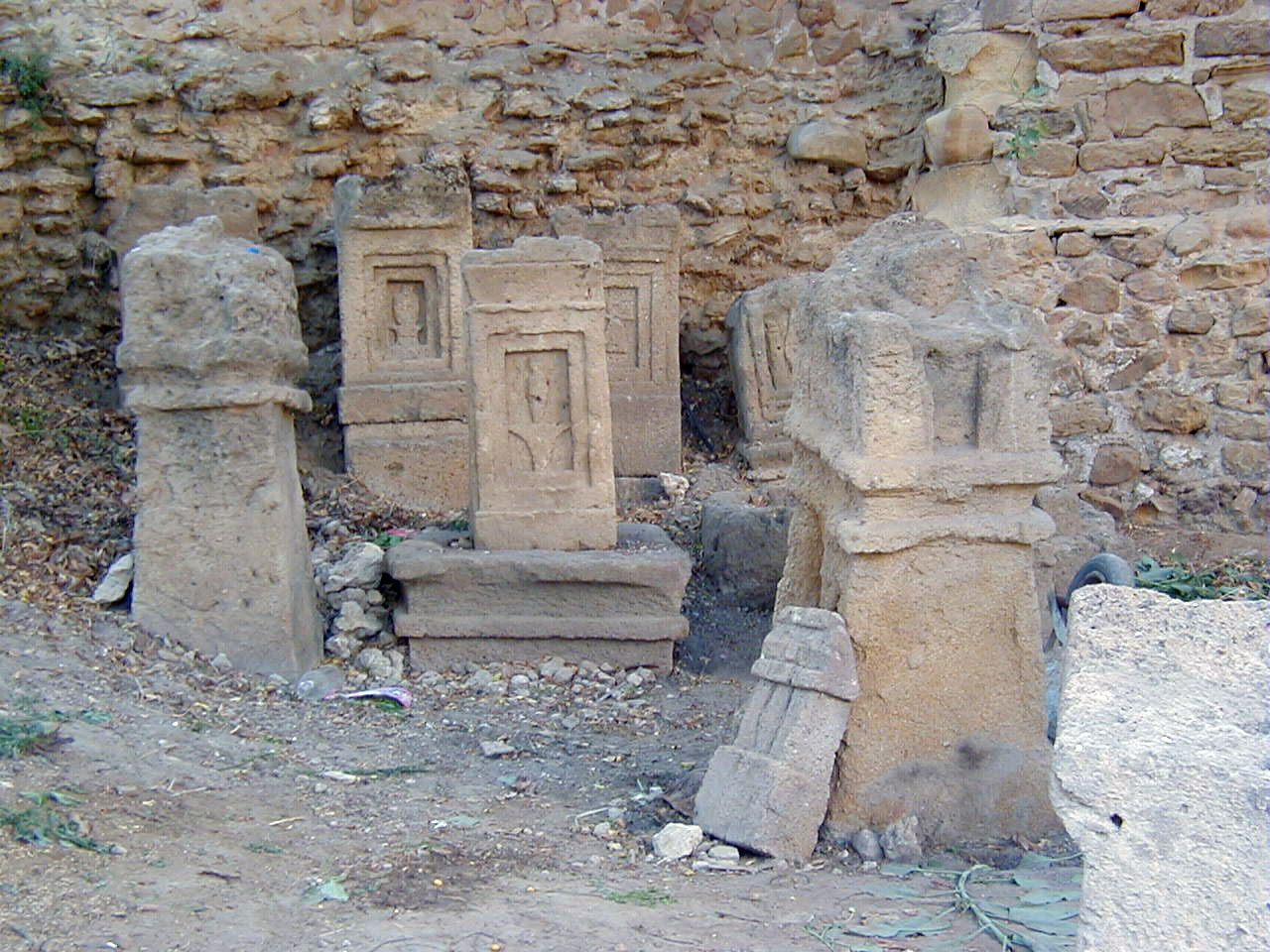
توفتی در کارتاژ که کتبیه‌ها تأیید می‌کنند قربانی ملک آنجا تقدیم می‌شده‌است.

در سال ۱۹۳۵، اوتو آیسفلت بر اساس کتیبه‌های فنیقی این فرضیه را مطرح کرد که مولوخ نوعی مراسم قربانی بوده‌است و نه خدایی مستقل. در کتیبه‌های فنیقی، معمولاً واژهٔ ملک با سه واژهٔ دیگر ارتباط دارد: امر (بَرّه)، بال (شهروند) و ادم (انسان). انسان و شهروند هیچ‌گاه در یک جمله مشترک قرار نمی‌گیرند و به نظر می‌رسد هم معنا باشند. دیگر واژه‌ای که گاه به کار رفته بشر (گوشتِ تن) است. وقتی این واژه‌ها کنار ملک قرار می‌گیرند، جمله‌ای با چنین معنایی می‌سازند: «قربانی ملک شامل…» بنابراین اصطلاح لِمولخ در عوض ترجمهٔ معمول «به مولوخ»، باید «به عنوان قربانی مولخ» ترجمه شود، معنایی که با کاربردهای حرف اضافهٔ عبری لَ در متون دیگر همخوانی دارد. بنی رینولدز اضافه می‌کند که ارمیای نبی به همان شکلی که از «قربانی سوختنی و بعل» (۱۹:۴–۵) صحبت می‌کند، از «مولوخ و بعل» (۳۲:۲۵) نوشته‌است.
در دههٔ ۱۹۸۰، جان دی و جرج هایدر به این نظریه نقدهایی وارد کردند. به عقیدهٔ دی و هایدر، بعید است که مفسران تنخ اصطلاحی قدیمی برای قربانی را با یک خدا اشتباه گرفته باشند و اصطلاح «فحشا در عقب مولخ» در سفر لاویان ۲۰:۵ الزاماً به این معناست که مولوخ خدا بوده‌است. دی و هایدر پذیرفتند که ملک اصطلاحی دربارهٔ قربانی کردن در زبان فنیقی بود، اما استدلال کردند که این عمل در فنیقیه ریشه ندارد و توسط فنیقیان دور از وطن به فنیقیه بازگردانده نشده‌است. در آثار جدیدتر، آنتونی فرندو می کوید معادل عبری واژهٔ فنیقی یلک (ریشهٔ ملک در فنیقی)، فعل عبری ابر به معنی «عبور کردن» است؛ به باور فرندو، این بدان معناست که مولوخ عبری با ملک فنیقی از مبدأ مشترکی نیست.
از زمان انتقادات دی و هایدر، تعداد روزافزونی از پژوهشگران به این نتیجه رسیده‌اند که مولوخ به قربانی مولک اشاره دارد و نه به یک خدا. فرانچسکا استاوراکوپولو می‌گوید که «از آن‌جا که هم هایدر و هم دی تفسیر آیسفلت از ملک فنیقی به عنوان اصطلاحی دربارهٔ قربانی را می‌پذیرند، دیدگاه آن‌ها نظر به اینکه مولِخ عبری نیز به عنوان اصطلاحی برای نوعی قربانی است، مخدوش می‌شود.» او همچنین استدلال می‌کند که لزومی ندارد «فحشا در عقب مولخ» حتماً به عنوان نام خدا در نظر گرفته شود، زیرا ملک هم به عمل قربانی کردن و هم به خودِ قربانی اشاره می‌کند؛ نتیجتاً می‌توان به این صورت معنایش کرد: « «فحشا در عقب قربانی ملک».. هیث دورل معتقد است ترجمهٔ باستانی لاویان ۲۰:۵ به یونانی—که ἄρχοντας به معنای «فرمانروایان» را به جای فحشا به کار برده—به این معناست که متن اصلی عبری عبارت «فحشا در عقب مولخ» را شامل نمی‌شده‌است. بنی رینولدز همچنین نوشته که حداقل یک کتیبهٔ صوری ظاهراً به قربانی ملک اشاره کرده باشد؛ بنابراین دی و هایدر اشتباه می‌کنند که این عمل در کنعان (فنیقیه) یافت نشده‌است.
در میان محققانی که معتقدند مولوخ شکلی از قربانی است، دربارهٔ اینکه آیا قربانی‌های ملکِ بنی اسرائیل به یهوه یا خدای دیگری تقدیم می‌شدند، اختلاف نظر وجود دارد. آرمین لانگه می‌گوید ذبح اسحاق توسط ابراهیم نوعی قربانی ملک به یهوه بوده که در نهایت کودک با گوسفندی جایگزین شده‌است. او تأکید می‌کند که در روایت تورات، اسحاق قرار بوده قربانی سوختنی باشد. استاوراکوپولو این نظر را تأیید می‌کند و می‌گوید قربانی شدن دختر یفتاح در کتاب داوران نیز قربانی سوختنی بوده‌است. فرندو—که مولوخ را خدا می‌داند—استدلال استاوراکوپولو مبنی بر اینکه قربانی‌ها در توفت ابتدا به یهوه تقدیم می‌شدند را می‌پذیرد. دورل معتقد است قربانی‌های ملک به یهوه تقدیم می‌شدند، اما آن‌ها با دیگر انواع قربانی انسان یا کودک در تنخ (مانند قربانی یفتاح) متفاوت بودند. این آیینی بیگانه بود که توسط اسرائیلیان از فنیقی‌ها طی حکمرانی آحاز فراگرفته شده بود.

### به عنوان لقب خدا
از آن‌جا که نام «مولوخ» تقریباً همیشه در عبری با حرف تعریف همراه است، امکان دارد که عنوانی به معنای «پادشاه» باشد و گاه در ترجمهٔ یونانی به همین معنا برگردانده شده‌است. در قرن بیستم، مارتین بوبرِ فیلسوف نوشت که «مولوخ» به معنای «مَلک یهوه» است. نظر مشابهی بعداً توسط تی. رومر (۱۹۹۹) بیان شد. با این حال، برایان اشمیت می‌گوید که ذکر نام بعل در کتاب ارمیا ۳۲:۳۵ نشان می‌دهد که ممکن است منظور از «فرمانروا»، بعل باشد.

### به عنوان مراسم بی‌آزار
شمار کمتری از پژوهشگران، خاصه محققان مطالعات فنیقی، معتقدند مراسم مولوخ در واقع مراسم تقدیم غیرکشنده‌ای بوده‌است و نه قربانی کردن انسان. این نظریه‌ها تا حدودی بر پایه تفاسیر تلمود و آثار مفسران اولیهٔ یهودی کتاب مقدس است. پائولو خلأ و فرانچسکا استاوراکوپولو چنین نظریاتی را رد می‌کنند و می‌گویند که تنخ به صراحت مراسم مولوخ در توفت را با افعالی مثل سلاخی کردن، کشتن در قربانی، خورده شدن کودکان توسط خدایان و هولوکاست (همه سوزی) مرتبط می‌کند. پائولو خلأ همچنین می‌گوید قربانی کردن کودکان در کارتاژ و فنیقیه در منابع یونانی-رومی یافت می‌شود.

## دیدگاه ادیان

### یهودیت
در میشنا و تلمود (قرن ۳ میلادی)—قدیمی‌ترین متون کلاسیک ربانی—ممنوعیت‌های لاویان در مورد دادن فرزند خود به مولوخ را بازگو شده، اما به روشنی توصیف نکرده‌اند که این از نظر تاریخی ممکن است شامل چه چیزهایی بوده باشد. متون اولیهٔ میدراشی ممنوعیت دادن فرزندان خود به مولوخ در لاویان ۲۱:۱۸ را قانونی می‌یابند که دیگر به صورت عملی مورد نیاز نیست. مخیلتای ربی ایشماعیل توضیح می‌دهد که مولوخ به تمام ادیان خارجی؛ و مگیلا در تلمود بابلی می‌گوید مولوخ به جنتیل‌ها اشاره دارد. همچنین، تارگوم نئوفیتی و تارگوم یوناتان مجعول، آیه را به معنای رابطهٔ جنسی مرد یهودی با زنی جنتیل تفسیر می‌کنند. کتاب یوبیل (قرن ۲ پیش از میلاد) نشان می‌دهد که این تفسیرِ تازه حتی در دوران معبد دوم نیز شناخته شده بوده‌است. یوبیل از داستان دینه دختر یعقوب استفاده می‌کند تا بگوید موافقت با ازدواج دختر خود با جنتیل‌ها نیز ممنوع است (یوبیل ۳۰:۱۰). میشنا با چنین تفسیرهای غیرتحت‌اللفظی مخالفت کرده‌است (مگیلا ۴:۹).
ربی‌های قرون وسطی در مورد اینکه ممنوعیت تقدیم فرزند به مولوخ به معنای قربانی کردن بوده یا چیز دیگری، بحث‌هایی کرده‌اند. به عنوان مثال، مناخم مئیری (۱۲۴۹–۱۳۱۵) گفته که منظور از «دادن تخمهٔ خود به مولوخ» نوعی مراسم عضویت است و نه شکلی از بت‌پرستی یا قربانی. سایر ربی‌ها مخالف بودند؛ تانحوما ب، میدراشی از قرن ۸ یا ۹ میلادی، توصیف مفصلی از اعمال پرستش مولوخ ارائه می‌دهد که در آن بت مولوخ چهرهٔ گوساله دارد و قربانی‌ها در دست‌های دراز شدهٔ آن قرار داده می‌شوند تا سوزانده شوند. این تصویرسازی هیچ مبنایی در کتاب مقدس یا تلمود ندارد و احتمالاً از منابعی مانند گزارش دیودور سیسیلی در مورد قربانی کودک در کارتاژ و همچنین نقوش باستانی از قربانی‌های خشونت‌بار الهام گرفته شده‌است. ربی راشی (۱۰۴۰–۱۱۰۵) و ربی یوسف بن اسحاق بخور شور (قرن ۱۲ میلادی) توصیفی از قربانی‌های مولوخ ارائه کرده‌اند که ممکن است از تانحوما ب مشتق شده باشند. سنت ربانی قرون وسطی همچنین مولوخ را با دیگر خدایانی که در کتاب مقدس نام برده شده‌اند مانند میلکوم، آدراملک و آناملک مرتبط دانسته‌است.

### مسیحیت
اشارات پدران کلیسا به مولوخ پراکنده هستند و اغلب تنها در تفسیر کتاب عاموس یا اعمال رسولان به آن پرداخته‌اند. نخستین مفسران مسیحی عمدتاً یا از مولوخ برای نشان دادن گناهکار بودن یهودیان استفاده می‌کردند یا برای ترغیب مسیحیان به اخلاقیات. بحث در مورد مولوخ در قرون وسطی نیز نادر بوده و عمدتاً محدود به ارائهٔ توصیفاتی از آنچه مفسران باور داشتند قربانی مولوخ شامل آن می‌شده‌است. چنین توصیفاتی، نظیر نوشته‌های نیکولاس لیرایی (۱۲۷۰–۱۳۴۹)، از سنت ربانی یهودی گرفته شده‌است.
از سوی دیگر، در طول اصلاحات پروتستانی، مفسران پروتستان مانند ژان کالون و مارتین لوتر از مولوخ به عنوان هشداری در برابر افتادن در بت‌پرستی و برای تحقیر آیین‌های کاتولیک استفاده کردند. شاهدان یهوه مولوخ را «پرستشِ دولت» محسوب می‌کنند؛ این نظر اولین بار توسط کشیش اسکاتلندی الکساندر هیسلاپ (۱۸۰۷–۱۸۶۵) مطرح شده‌است.

## در فرهنگ و هنر

### نقاشی

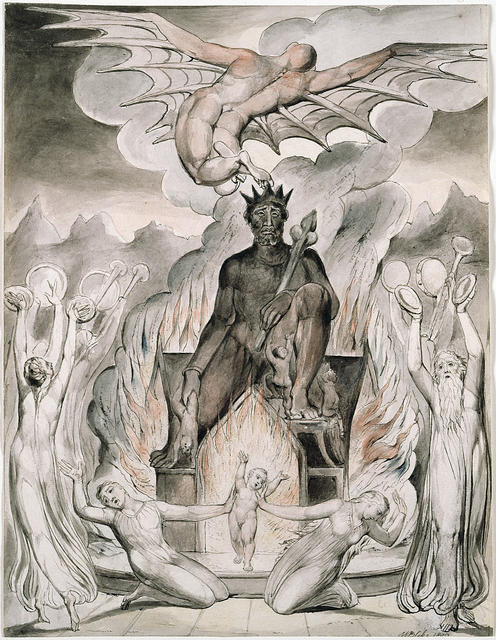
فرار مولوخ اثر ویلیام بلیک، ۱۸۰۹.

نقاشی‌های مولوخ تا قرن هجدهم و نوزدهم باب نشدند، تا اینکه در فرهنگ سرگرمی و عامهٔ غربی علاقه به دیوها و شیاطین ظهور کرد. این نقاشی‌ها مولوخ را به صورت بتی انسان‌نما با سر گاو یا شیر، گاه با بال، دست‌های درازشده بر روی آتشی با کودک قربانی بر روی آن قرار داده شده، می‌نمایاند. این تصویرسازی می‌تواند به تفاسیر یهودی قرون وسطی مانند آنچه ربی راشی نوشته برگردد که مولوخِ کتاب مقدس را با تصاویر قربانی‌های کارتاژیان به بعل هامون (کرونوس) که در منابعی مانند دیودور یافت می‌شود، مرتبط کرده‌است؛ جرج فوت مور اما معتقد است سر گاو ممکن است از مینوتور تأثیر پذیرفته باشد. به گفتهٔ جان اس راندین، منابع دیگر برای این تصویرسازی، افسانهٔ تالوس و گاو برنزی ساخته شده برای پادشاه فالاریس از شهر آگریجنتو در سیسیل بوده‌اند. او ذکر می‌کند که هر دو افسانه، مثل مینوتور، ارتباطات بالقوه‌ای با قربانی کودکان در فرهنگ سامی دارند.
در مقابل، ویلیام بلیک، نقاش انگلیسی، در فرار مولوخ، مولوخ را بتی کاملاً انسان‌نما با دیوی بال‌دار درحال پرواز بالای سرش به تصویر کشیده‌است. این نقاشی یکی از آثاری است که او برای شعر میلتون با عنوان «در سپیده دم میلاد مسیح» خلق کرده‌است.

### استعارهٔ اجتماعی و سیاسی

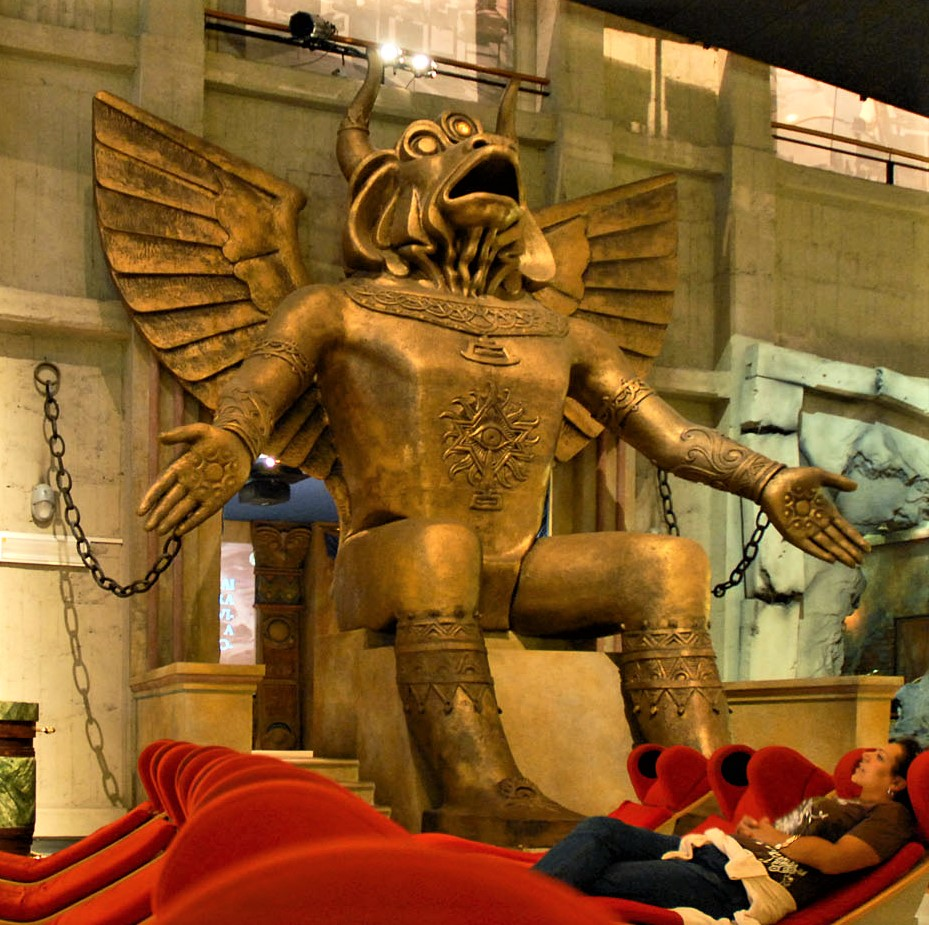
مجسمه مولوخ از کابیریا (۱۹۱۴) ساختهٔ جووانی پاسترونه در موزهٔ ملی سینمای تورین.

در عصر حاضر، مولوخ معنایی استعاری چون «نیرو یا نظامی مخرب که به قربانی، به ویژه کودکان، نیازمند است» به خود گرفته‌است. از زمان کتاب استیصال ملی (۱۸۴۴) از ساموئل لائینگ، شهرهای مدرن اغلب با عنوان «مولوخ» توصیف می‌شوند و چنین کاربردی در نوشته‌های کارل مارکس نیز وجود دارد. علاوه بر این، جنگ نیز اغلب مولوخ نامیده می‌شود.
محفل کیهانی مونیخ (حدود ۱۹۰۰) فردی که با «عقلانیت سرد» رفتار کند را مولوخ می‌نامیدند؛ رفتاری که در نظر آنها عامل تنزل تمدن غربی بود. مسیحیان محافظه‌کار اغلب سقط جنین را به‌طور کلامی با قربانی کردن کودکان برای مولوخ برابر می‌کنند. از سوی دیگر، برتراند راسل از مولوخ برای توصیف نوعی دین بدوی و ظالم در کتاب پرستش آزاد (۱۹۲۳) استفاده کرده‌است. او دین را نیز در مجموع همینگونه می‌دید.

### در سینما
در فیلم متروپلیس (به کارگردانی فریتز لانگ، محصول سال ۱۹۲۷) تصویری از مولوخ به نمایش گذاشته شده‌ است. فردر (گوستاو فرولیش) وقتی به شهر کارگران در اعماق زمین می‌رود، شاهد خرابی ماشین و مصدوم شدن چندین کارگر است؛ سپس تصویر ماشین کارگران در پیش چشمانش به مولوخ تبدیل می‌شود که جمعیتی از کارگران همانند برده‌های زمام مصری به درون آن بلعیده می‌شوند.
در اسلیپی هالو (محصول سال ۱۹۹۹)، مولوخ به عنوان یک موجود اهریمنی قدرتمند قصد داشت دنیا را تسخیر کند و خیر و نیکی را از بین ببرد.